# Skeleton na Zimowych Igrzyskach Olimpijskich Młodzieży 2024
Skeleton na Zimowych Igrzyskach Olimpijskich Młodzieży 2024 został rozegrany w dniach 22 - 23 stycznia 2024 roku. Zawodniczki i zawodnicy startowali w ślizgu. Łącznie rozdane zostały dwa komplety medali. Zawody odbyły się w Alpensia Sliding Centre w Gangwon.

## Klasyfikacja medalowa
*   Gospodarz ( Korea Południowa)
| Miejsce | Reprezentacja     | Złoto | Srebro | Brąz | Razem |
| ------- | ----------------- | ----- | ------ | ---- | ----- |
| 1       | Łotwa             | 1     | 1      | 1    | 3     |
| 2       | Niemcy            | 1     | 0      | 0    | 1     |
| 3       | Ukraina           | 0     | 1      | 0    | 1     |
| 4       | Korea Południowa* | 0     | 0      | 1    | 1     |
| Razem   | Razem             | 2     | 2      | 2    | 6     |

## Terminarz
| Data             | Godzina | Miejscowość | Konkurencja     | Złoto            | Srebro             | Brąz         |
| ---------------- | ------- | ----------- | --------------- | ---------------- | ------------------ | ------------ |
| 22 stycznia 2024 | 17:30   | Gangwon     | Ślizg dziewcząt | Maria Votz       | Dārta Neimane      | Laura Lēģere |
| 23 stycznia 2024 | 17:30   | Gangwon     | Ślizg chłopców  | Emīls Indriksons | Jarosław Ławreniuk | Shin Yeon-su |